# Hermine Stilke
Hermine Stilke   (Eupen, 3 de març de 1804 - Berlín, 23 de maig de 1869), de soltera Sophia Hermine Peipers, va ser una il·lustradora i pintora alemanya de l'escola de Düsseldorf.

## Biografia
Sophia Hermine va ser la segona filla de Catharina Gertrudis, de soltera Peltzer, i del tintor i fabricant de ganivets Johann Peter Jacob Peipers. Els dos fills i tres filles de la parella, que van néixer atre 1802 i 1811, incloïen el posterior pintor paisatgista Friedrich Eugen Peipers. Hermine va estudiar pintura a l'Acadèmia d'Art de Düsseldorf. Després de provar inicialment la pintura d'història, va passar a pintar flors i arabescs, per la qual cosa va ser elogiada pel Blatter für literarischen entertainment el 1837 i per l'historiador de l'art Georg Kaspar Nagler el 1847. El 18 de gener de 1832 es va casar amb el pintor d'història Hermann Stilke (1803-1860), alumne de Peter von Cornelius. El fill de la parella va ser l'editor posterior Georg Stilke, nascut el 1840. Va anar a Berlín amb la seva família el 1850, on va dirigir una escola privada de dibuix. Una de les seves alumnes va ser Marie Remy. Ernst Förster va retratar Hermine Stilke amb llapis sobre paper en un retrat de maluc. El mateix va elogiar els seus arabescs florals i les decoracions de sanefes el 1860 com a elegants, importants i insuperables. El 1848, 1856 i 1860, Stilke va assistir a les exposicions d'art de l'Acadèmia d'Art de Berlín, així com els anys 1867 i 1870 a les del Verein der Berliner Künstlerinnen. El diari de Stilke es va publicar a Leipzig cap al 1890.

## Obres

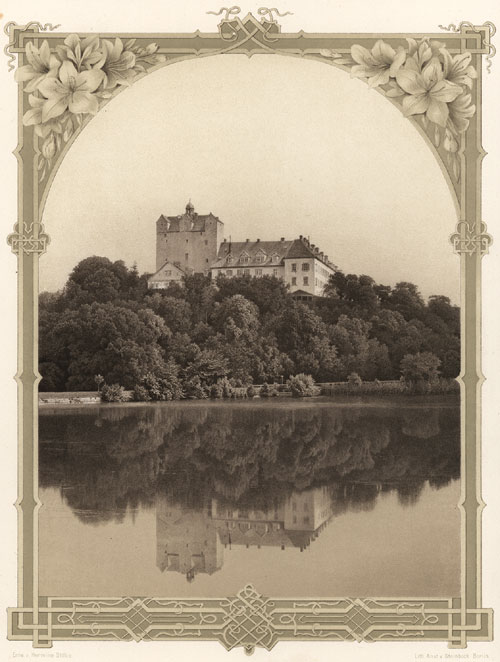
Castell de Ballenstedt, litografia

A més de les aquarel·les, Hermine Stilke va crear principalment il·lustracions, inicials i altres elements de gravats decoratius. Les seves obres van trobar-se en nombrosos àlbums, col·leccions de poemes, refranys i cançons, diaris de viatges i volums de luxe com a decoració de llibres. Van tenir un paper important en les arts decoratives del segle xix. En moltes de les seves obres, Stilke va utilitzar el nou mitjà de fotografia basat en la cromolitografia. Amb Alwine Schroedter, esposa del pintor Adolf Schrödter, és considerada una de les artistes alemanyes més importants del segle xix.
Les obres següents mostren a Stilke com a il·lustradora i autora:
- Athanasius Graf Raczynski: Història de l'art alemany modern. Primer volum: Düsseldorf i Renània, Berlín 1836 (inicials)
- Franz Grünmeyer: Prayers in the Spirit of the Catholic Church, Düsseldorf 1842 (83 il·lustracions reproduïdes en or, plata i impressió en color, juntament amb Caspar Scheuren, digitalitzades)
- Segells alemanys amb dibuixos marginals d'artistes alemanys, Verlagshandlung Julius Buddeus, Düsseldorf 1843 (volum 1, pàg. 21: il·lustració del Wanderlied de Joseph von Eichendorff, còpia digital)
- L'any en flors i fulles amb poemes d'Emanuel Geibel i Gustav von Putlitz, Berlín 1864 (dotze imatges en color)

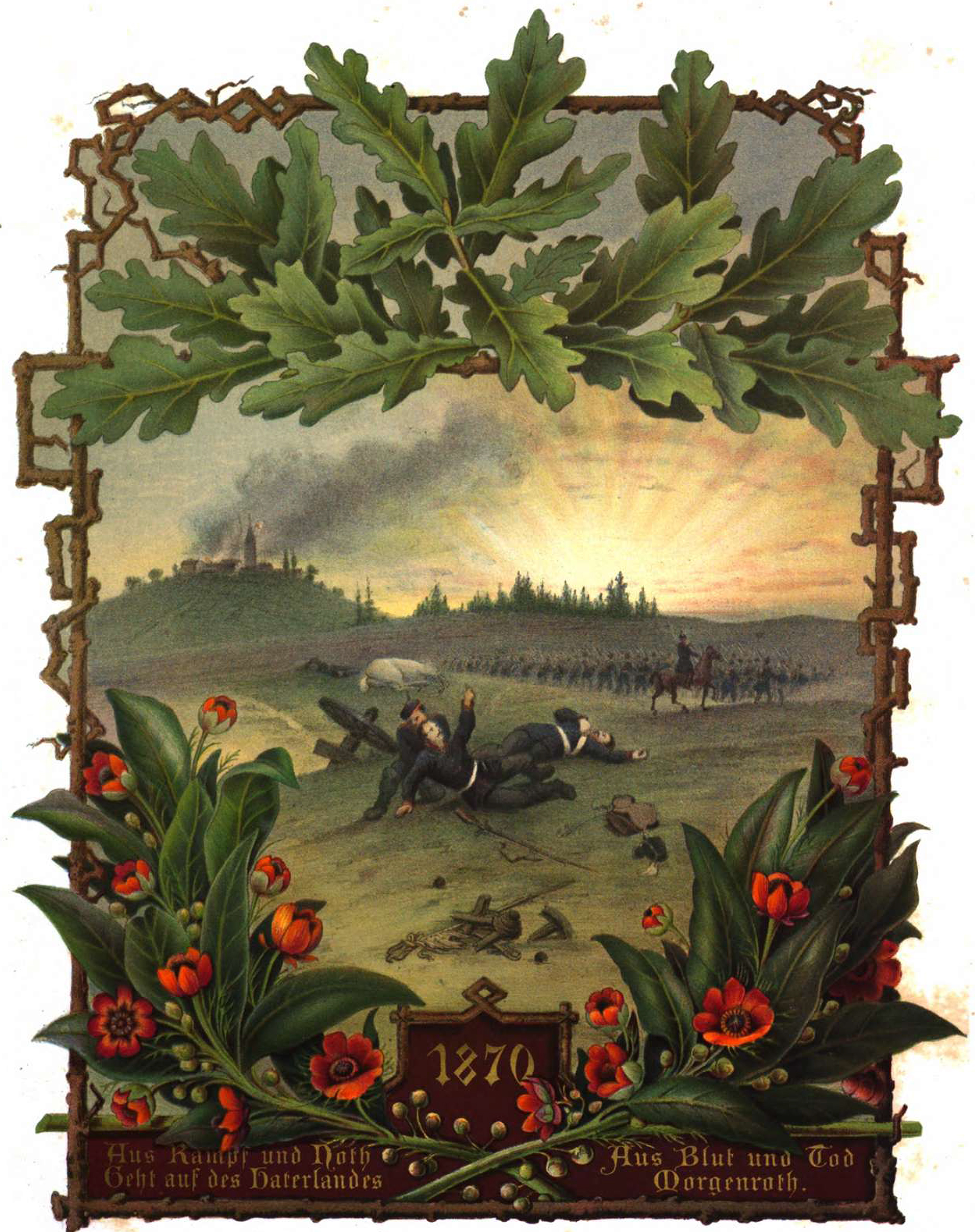
Aus Kampf und Noth d'Hermine Stilke, 1870, Deutsches Künstler-Album

- A Journey in Pictures, Arnold'sche Buchhandlung, Leipzig 1866 (diverses il·lustracions cromolitografiades, com Ballenstedt/Harz, Castell de Stolzenfels, Heidelberg, Praga, Salzburg, Interlaken, Venècia, Florència, Nàpols)
- Les festes cristianes amb textos poètics de Karl Gerok, Eduard Kauffer, Friedrich Rückert i Philipp Spitta, Arnold'sche Buchhandlung, Leipzig 1866 (set cromolitografies)
- Fulles de casa. Cançons i imatges per a la casa, Arnold'sche Buchhandlung, Leipzig 1867 (deu plaques i dibuixos cromolitogràfics)
- Aus Kampf und Noth d'Hermine Stilke, 1870, Deutsches Künstler-Album Flowers of Love, Arnold'sche Buchhandlung, Leipzig 1868 (deu litografies/il·lustracions a l'aquarel·la per a poemes lírics)
- Immortelle d'una cripta Imperial. Poesia del beat emperador Maximilià v. Mèxic, Leipzig 1868 (set cromolitografies)
- Stilke Album, Leipzig 1869 (35 cromolitografies)
- A la primavera. Cançons de primavera de diversos poetes en composicions originals per a soprano d'Abt, Hiller, Jensen, Küken, Reinecke, Taubert, Trottmann, Arnold'sche Buchhandlung, Leipzig 1869 (nou il·lustracions cromatolitogràfiques)
- Diari (títol i dotze títols mensuals com a cromolitografies), Leipzig cap al 1890

## Literatura
- Stilke, Hermione. A: Sophie Pataky (ed.): Lèxic de les dones alemanyes de la ploma. Volum 2. Verlag Carl Pataky, Berlín 1898, pàg. 334 (còpia digital).
- Jochen Schmidt-Liebich: Enciclopèdia de les artistes femenines 1700-1900. KG Saur Verlag, Múnic 2005,ISBN 3-598-11694-2, pàg. 453 (en línia)